# النساء المعاصرات (منظمة)

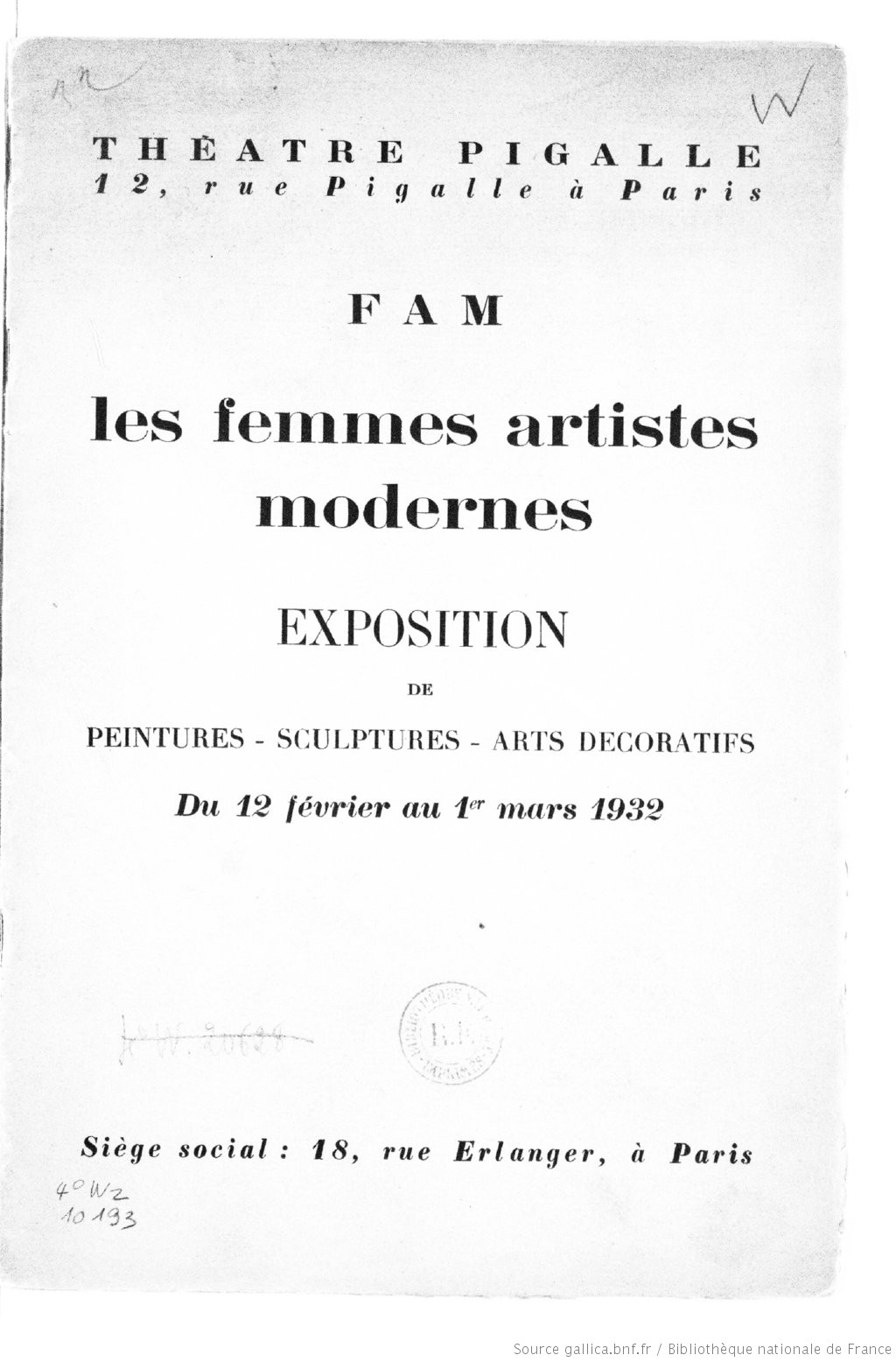
كتالوج لمعرض باريس عام 1932

تم إنشاء جمعية الفنانات المعاصرات ( La Société des femmes Artes modernes ، FAM ) في باريس عام 1930 كجمعية للفنانات المعاصرات. قاموا بتنظيم صالون سنوي من عام 1931 إلى عام 1938. من خلال هذه المعارض عرضوا أعمالا فنية حديثة للفنانات الفرنسيات والعالميات ، لإثبات وجود المرأة في الفن والحصول على تقدير من عامة الناس.   تعتبر معارض فام "قوة مهمة نحو وضع الفنانات على قدم المساواة" مع الفنانين الذكور في فرنسا. 

## التأسيس
الجمعية تاسست من قبل السدة ماريا انا كاماكس زوقر في سنة 1930. من 1931 الى 1938.
هذه الجمعية تنظم صالون سنوي, تساعد في العديد من الاماكن من بينها معرض الصور لمنزل فرنسا في الشون ايليزي
معرض البينهام الشبابي, في الرف المعد الوقتي من المعروضات العالمية للفنون و التطبيق في الحياة المعاصرة و القصر الصغير
باسي دافيدسون اسست مجموعة الاصوات الحاضرة منذ سنة 1930 الى سنة 1936, كانت لويز جيرمان أمين صندوقها وإميلي تشارمي سكرتيرتها.

## المشاركون
قدمت جمعية الفنانات المعاصرات ودافعت عن الأعمال الفنية لأكثر من 100 فنانة بما في ذلك المهاجرات الجدد إلى باريس من دول مثل الأرجنتين وأستراليا وبولندا وروسيا وتركيا.  على عكس الاتحاد الأقدم للرسامات والنحاتات ونقابة النساء الفنانات بينتر ونحاتين ، سعت الجمعية صراحةً إلى فنانين معاصرين: "في تشكيل فامز أرتيستس مودرنز ، كنت أحاول تقديم مجموعة من الفنانين الملتزمين حقًا بعملنا العظيم. الفن الحديث من كادرنا الأنثوي المتواضع ". (عبر. )  
شاركت سوزان فالادون في المجموعة ، وكذلك ماري لورينسين ؛ فرناندي كورمير سوزان دوشامب Chériane [الإنجليزية] (زوجة ليون بول فارج ) ؛ لويز إيبلز (أخت هنري غابرييل إيبلز ) ؛ بول جوبيلارد (ابنة أخت بيرثي موريسو ) ؛ هيرمين داود Marthe Lebasque [الإنجليزية] ؛ لويز هيرفيو الروسية شانا أورلوف ؛ Jeanne Bergson [الإنجليزية] ؛ جين باردي تمارا دي ليمبيكا ؛ مارييت ليديس ، إيفون سيرويز ؛ ميلا موتر Jane Poupelet [الإنجليزية] ؛ آنا باس وكليمنتين هيلين دوفو .   
تم عرض عدد من الفنانين في المعارض بأثر رجعي. أقيم معرض استعادي لأعمال الأسبان ماريا بلانشارد وجين بوبليت وجاكلين مارفال في عام 1932.  في عام 1934 ، كانت ماري براكيموند وكاميل كلوديل محور معرض. في عام 1935 ، ظهرت أعمال الأمريكية ماري كاسات .  بين عامي 1935 و 1938 ، كانت Jeanne Bieruma Oosting هي الفنانة الهولندية الوحيدة التي شاركت في معارض FAM.

## قيم
تعامل أعضاء الجمعية مع قضايا النوع الاجتماعي والجنس والأمومة والعرق والعرق والقومية ، وقدموا وجهات نظر متنوعة من خلال عملهم. دافعت كاماكس زويغر عن الفنانات مع مجموعة متنوعة من الخبرات والتعبير الفني ، مؤكدة أنه يجب معاملة الفنانات بجدية وعلى قدم المساواة مع الرجال. 
في الوقت نفسه ، واصلت كاماكس زويجر تأييد العديد من القيم الاجتماعية التقليدية. غالبًا ما أعطت مناصب بارزة في عروض المجتمع لصور ما بين الحربين لتعزيز الأمومة والعائلات الكبيرة. علنًا ، سعت كاماكس زويغر إلى التوفيق بين صور الأنوثة: المرأة كفنانة عاملة والمرأة كأم ، بالإشارة إلى تاريخ طويل من الفنانات اللواتي كان أطفالهن عارضات أزياء متكررات ، وأكدت أن الفن والأمومة لا يعارضان. 